# Ignacewo (Wojciechowo)
Ignacewo – część wsi Wojciechowo w Polsce, położona w województwie wielkopolskim, w powiecie kolskim, w gminie Chodów.
W latach 1975–1998 Ignacewo administracyjnie należało do województwa konińskiego.